# Vaena
Vaena là một chi bướm đêm thuộc họ Geometridae.